# Kalyanam Mudhal Kadhal Varai
Kalyanam Mudhal Kadhal Varai (en tamil: கல்யாணம் முதல் காதல் வரை) es una serie de televisión tamil emitida durante 2014 y protagonizada por Priya Bhavani Shankar, Amit Bhargav, Nivashini, Vandhana, Lokesh Baskaran.

## Reparto

### Principal
- Amit Bhargav como Arjun Swaminathan.
- Priya Bhavani Shankar como Dr. Priya Arjun Unnikrishnan
- Nivashini como Pooja Arjun.

### Secundario
- Vandhana como Vandana.
- Lokesh Baskaran como Jai.
- Nathan Shyam como Ashok.
- Ravishankar como Swaminathan.
- Kuyili (actress) como Dhanalakshmi Swaminathan.
- Vishwam como Unnikrishnan.
- Sadhana como Manjula Unnikrishnan.
- Shamantha como Sukanya Ishvar Swaminathan.
- Ishvar como Ishvar.
- Manoj como Manoj Swaminathan.
- Nandhini como Shruti Swaminathan.
- Vanitha Hariharan como Vaishu.
- Kavitha como Kavitha Bala.
- Rekha Suresh como Anu.
- Usha Elizabeth como Bala's Mother.
- Priya Majunathan como Ramya.
- Siddarth como Subbu.
- Apsara como Ragini.
- Rekha Suresh como Vaishali's mother.
- A Anandh como Adhi/ Aditya.
- Pavithra como Kavya.